# Hôtel de Klinglin
L’hôtel de Klinglin est l’ancien hôtel du préteur royal François-Joseph de Klinglin, actuellement hôtel de préfecture de la région Grand Est et du Bas-Rhin situé 19, rue Brûlée à Strasbourg en France. Il est classé monument historique depuis 1970. Ne pas confondre l’hôtel de préfecture et la préfecture administrative.

## Historique

### Hôtel de François-Joseph de Klinglin
Le préteur royal François-Joseph de Klinglin s’appropria un terrain communal pour y faire construire entre 1731 et 1736 un hôtel fastueux. Il recourt à la main d’œuvre municipale pour la construction et réussit le tour de force de vendre l’hôtel à la ville de Strasbourg qui en avait supporté les frais. À charge pour elle d’y loger le préteur. Ces malversations finirent par ruiner son crédit auprès de ses protecteurs. Une vérification générale des comptes de la ville aboutit à son arrestation le 25 février 1752. Incarcéré à la citadelle de Strasbourg, François-Joseph de Klinglin y meurt à peine un an plus tard, échappant ainsi à un procès.

### Hôtel de l’intendance d’Alsace
L’hôtel devient ensuite hôtel de l’intendance d’Alsace jusqu’à la Révolution française.

### Hôtel de préfecture du Bas-Rhin
À la suite des États généraux, l’assemblée constituante supprime les institutions d’Ancien Régime et crée, en 1790, les départements. Le conseil général du Bas-Rhin trouvera naturellement son siège dans l’ancienne intendance. La réorganisation administrative centralisée issue de la Constitution du 22 frimaire an VIII et la création, par Bonaparte, du corps préfectoral le 28 pluviôse an VIII (17 février 1800) tourne une page de l’histoire de l’hôtel de Klinglin pour l’affirmer prioritairement comme résidence des préfets du département du Bas-Rhin.

### Résidence de GuillaumeIer

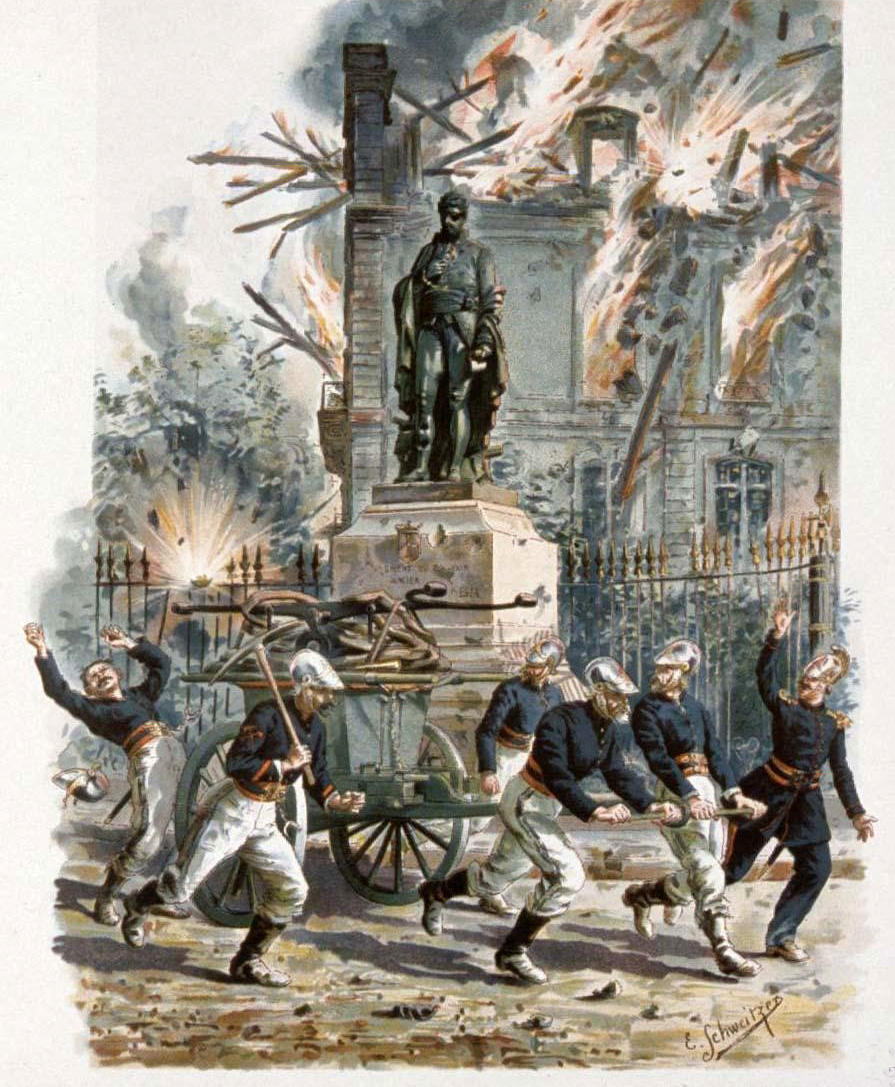
Incendie de la préfecture, le 20 septembre 1870
(Émile Schweitzer).

Après la chute du Second Empire et l’annexion de l’Alsace-Lorraine, le 20 septembre 1870, l’hôtel de Klinglin est incendié lors du siège de Strasbourg par les prussiens. Il est démonté et reconstruit pierre par pierre et retrouvera extérieurement son aspect du XVIIIe siècle, avec toutefois une toiture moins élevée et un balcon central supplémentaire à l’est. L’hôtel de Klinglin devient la résidence personnelle de Guillaume Ier lors de ses séjours à Strasbourg. En effet, la ville réserve une suite impériale au premier étage de l’hôtel. Le reste de l’édifice est affecté à Eduard von Möller, haut président d’Alsace-Lorraine à partir de 1871.

### Palais du Statthalter d’Alsace-Lorraine
Après 1879, l’hôtel de Klinglin devient la résidence des Statthalter, gouverneurs chargés spécialement de l’Alsace-Lorraine et représentants de l’Empereur.

### Hôtel de préfecture de la région Grand Est et du Bas-Rhin
Entre 1919 et 1939, puis de 1944 à nos jours, l’hôtel de Klinglin abrite la préfecture du Bas-Rhin, et depuis 1964 la préfecture de la région Alsace (puis Grand Est).

## Visites
Lors des journées européennes du patrimoine, le bâtiment s’ouvre au public pour des visites libres ou guidées.

## Galerie de photos

### Photos historiques

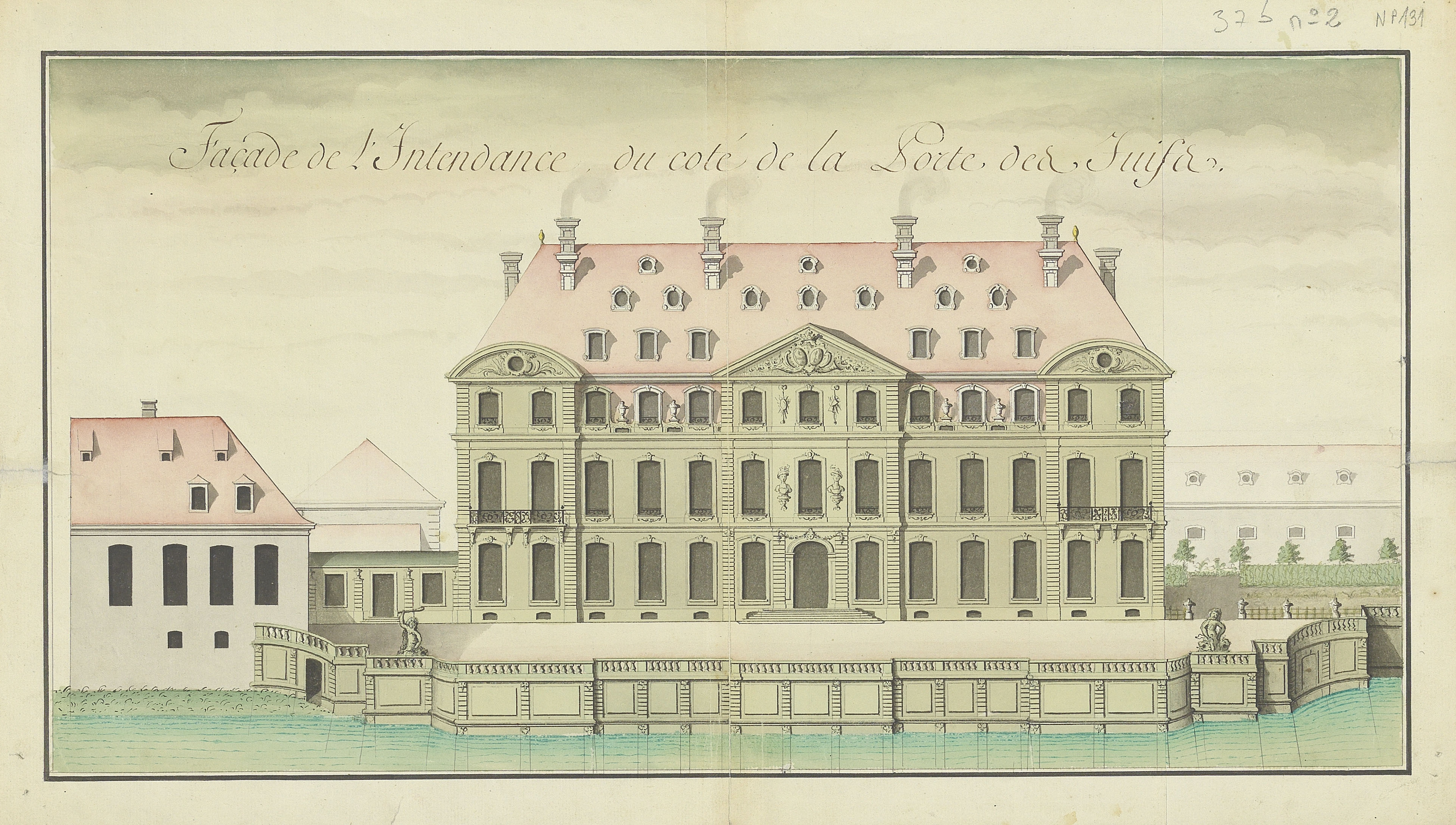
Plan du projet (1731)
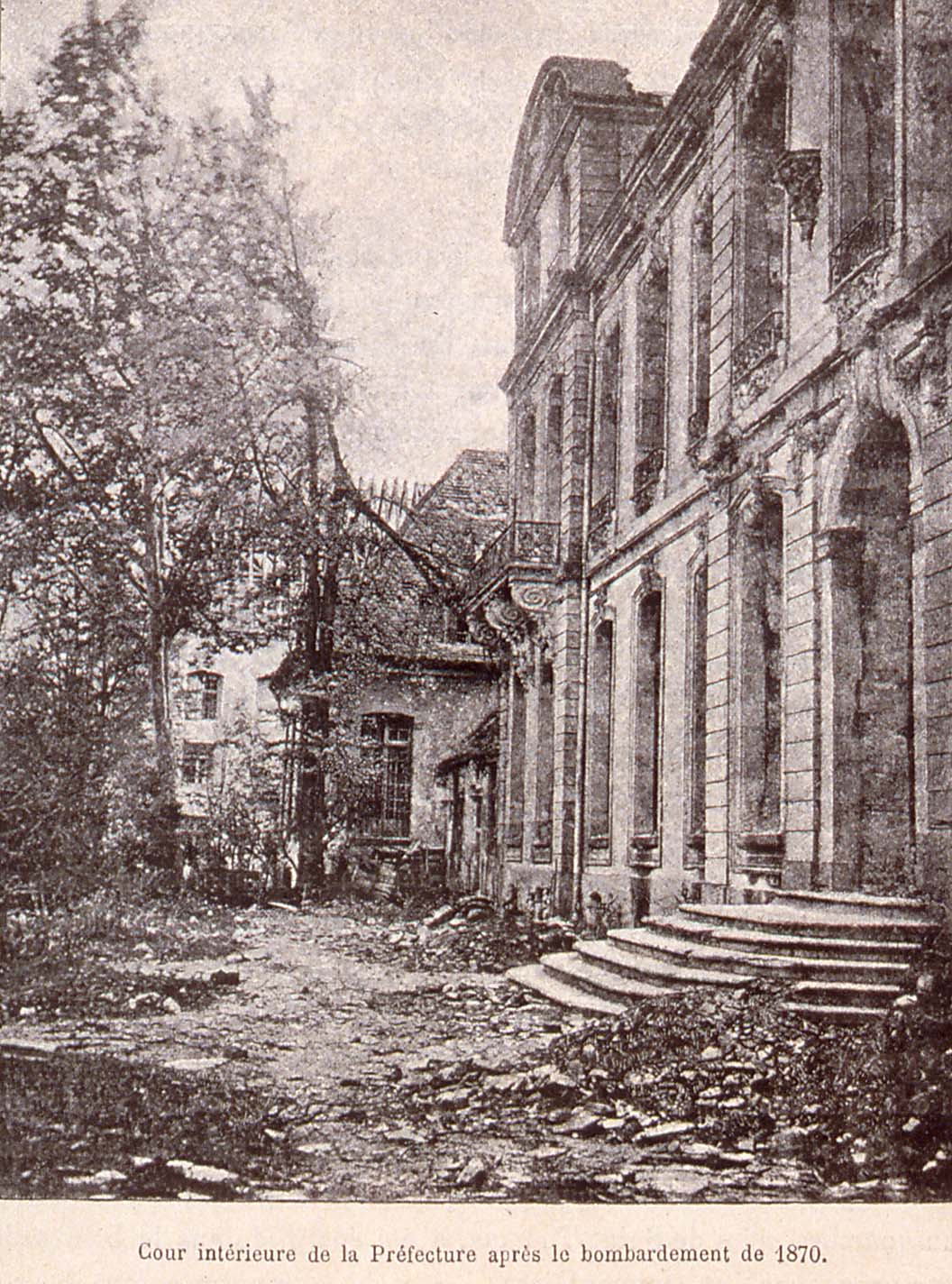
Archive (1870)
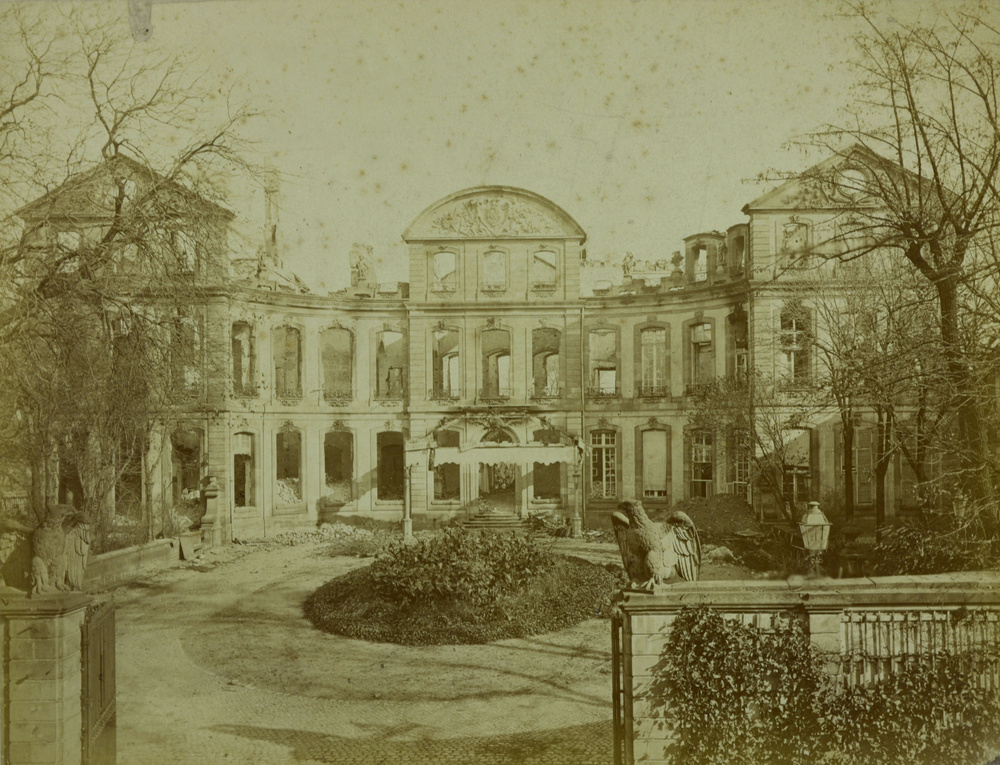
Photographie de Baudelaire (1870)
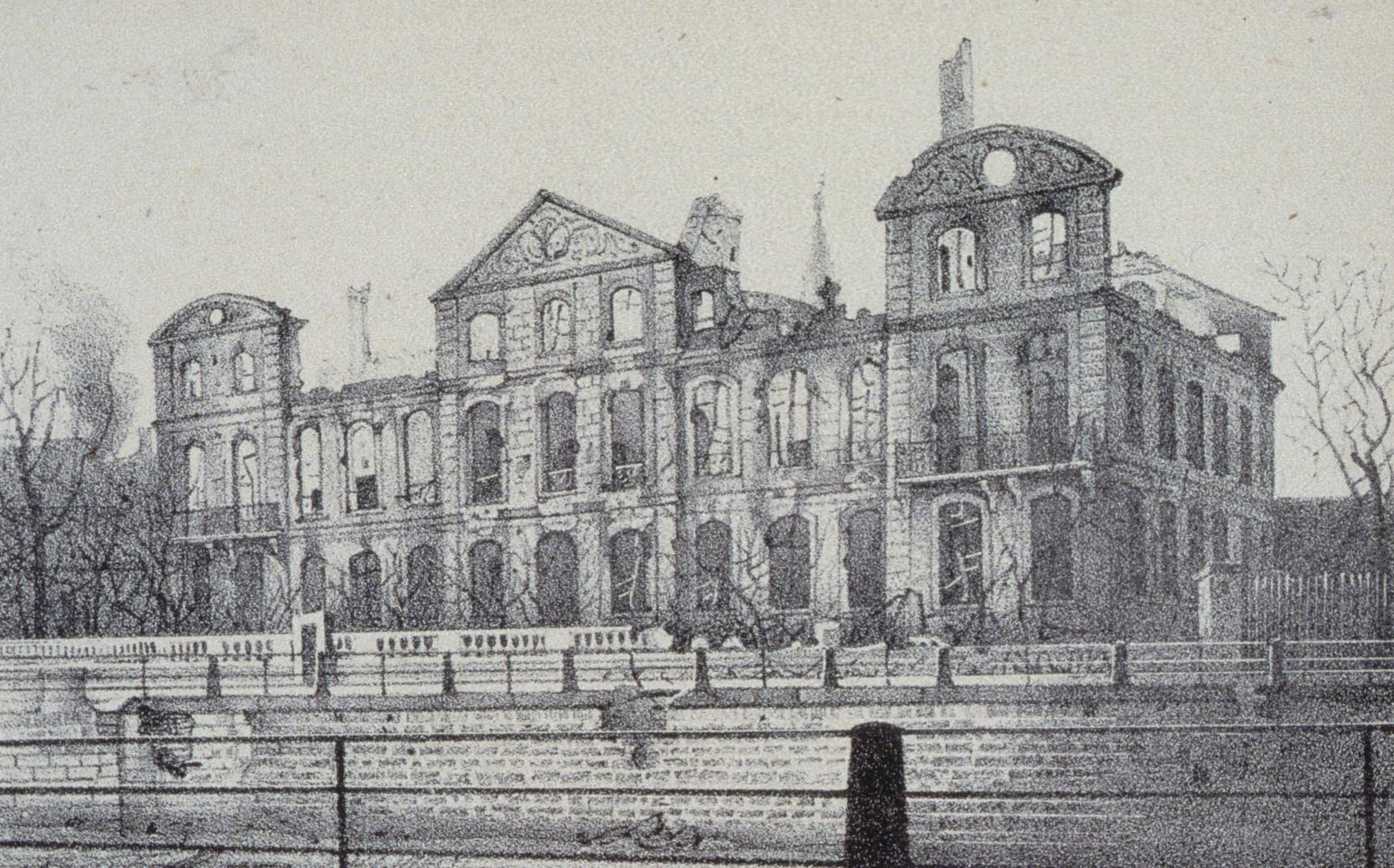
Lithographie de Joseph Wencker (1870)
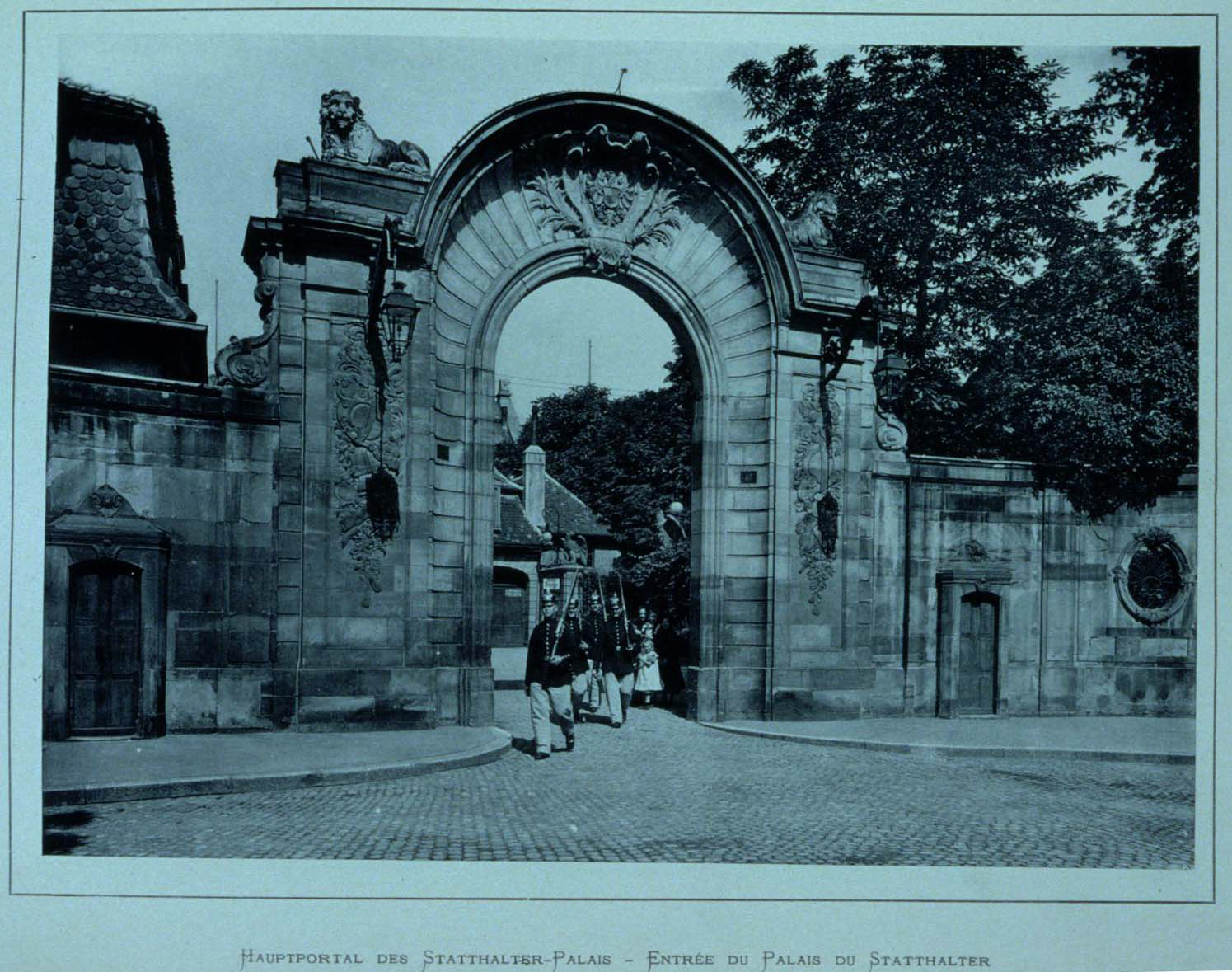
Photographie de Jules Manias (1903)

### Photos récentes
La plupart des photos récentes ont été prises lors des journées européennes du patrimoine le 18 septembre 2011. On y voit le piano à queue Bechstein dans le hall d’honneur, alors qu’en temps normal il se trouve dans le salon du piano.
| Extérieur de l’hôtel du préfet sur Commons | Intérieur de l’hôtel du préfet sur Commons |